# Eerste Divisie
L'Eerste Divisie (en català: Primera Divisió) és la segona divisió neerlandesa de futbol dels Països Baixos. Està just per sota de l'Eredivisie, amb la qual manté un sistema d'ascensos i descensos. S'anomena Jupiler League per motius de patrocini. Anteriorment fou coneguda com a Gouden Gids Divisie també per patrocini.

## Format
Està formada per vint clubs, que s'enfronten entre ells en una doble volta d'anada i tornada. Al final de la temporada, el campió puja automàticament a l'Eredivisie. Altres sis següents disputen un play-off de promoció amb el 16è i 17è de la màxima categoria.
Els equips d'aquesta categoria no són descendits a les categories amateurs inferiors, és a dir, es tracta d'una divisió tancada. Només són descendits aquells clubs que tinguin problemes econòmics (el darrer fou el TOP Oss, que reemplaçà el FC Wageningen) o quan es produeix una expansió (la darrera va incloure els clubs AGOVV Apeldoorn i FC Omniworld).

## Equips 2017-18
| Club               | Ciutat        |
| ------------------ | ------------- |
| Almere City FC     | Almere        |
| Cambuur Leeuwarden | Leeuwarden    |
| De Graafschap      | Doetinchem    |
| FC Den Bosch       | Hertogenbosch |
| FC Dordrecht       | Dordrecht     |
| FC Eindhoven       | Eindhoven     |
| FC Emmen           | Emmen         |
| Fortuna Sittard    | Sittard       |
| Go Ahead Eagles    | Deventer      |
| Helmond Sport      | Helmond       |
| Jong Ajax          | Amsterdam     |
| Jong AZ            | Alkmaar       |
| Jong PSV           | Eindhoven     |
| Jong FC Utrecht    | Utrecht       |
| MVV Maastricht     | Maastricht    |
| NEC                | Nijmegen      |
| FC Oss             | Oss           |
| RKC Waalwijk       | Waalwijk      |
| Telstar            | Velsen        |
| FC Twente          | Enschede      |
| FC Volendam        | Volendam      |

## Historial
- 1956-57: ADO Den Haag i Blauw Wit Amsterdam
- 1957-58: Willem II Tilburg i Scheveningen Holland Sport
- 1958-59: FC Volendam i Sittardia
- 1959-60: Groningse Voetbal en Atletiek Vereniging i Alkmaar 54
- 1960-61: FC Volendam i Blauw Wit Amsterdam
- 1961-62: Fortuna Vlaardingen i SC Heracles Almelo
- 1962-63: Door Wilskracht Sterk
- 1963-64: Sittardia
- 1964-65: Willem II Tilburg
- 1965-66: Sittardia
- 1966-67: FC Volendam
- 1967-68: Holland Sport
- 1968-69: Schiedamse Voetbal Vereniging
- 1969-70: FC Volendam
- 1970-71: FC Den Bosch
- 1971-72: HFC Haarlem
- 1972-73: Roda JC
- 1973-74: Excelsior Rotterdam
- 1974-75: NEC Nimega
- 1975-76: HFC Haarlem
- 1976-77: Vitesse Arnhem
- 1977-78: PEC Zwolle
- 1978-79: Excelsior Rotterdam
- 1979-80: FC Groningen
- 1980-81: HFC Haarlem
- 1981-82: Helmond Sport
- 1982-83: Drecht Steden 79
- 1983-84: MVV Maastricht
- 1984-85: SC Heracles Almelo
- 1985-86: FC Den Haag
- 1986-87: FC Volendam
- 1987-88: RKC Waalwijk
- 1988-89: Vitesse Arnhem
- 1989-90: Schiedamse Voetbal Vereniging
- 1990-91: De Graafschap
- 1991-92: SC Cambuur Leeuwarden
- 1992-93: VVV Venlo
- 1993-94: FC Dordrecht 90
- 1994-95: Fortuna Sittard
- 1995-96: AZ Alkmaar
- 1996-97: MVV Maastricht
- 1997-98: AZ Alkmaar
- 1998-99: FC Den Bosch
- 1999-00: NAC Breda
- 2000-01: FC Den Bosch
- 2001-02: PEC Zwolle
- 2002-03: ADO Den Haag
- 2003-04: FC Den Bosch
- 2004-05: Heracles Almelo
- 2005-06: Excelsior Rotterdam
- 2006-07: De Graafschap
- 2007-08: FC Volendam
- 2008-09: VVV Venlo
- 2009-10: De Graafschap
- 2010-11: RKC Waalwijk
- 2011-12: PEC Zwolle
- 2012-13: SC Cambuur Leeuwarden
- 2013-14: Willem II
- 2014-15: NEC Nimega
- 2015-16: Sparta Rotterdam
- 2016-17: VVV Venlo
- 2017-18: Jong Ajax
- 2018-19: FC Twente
- 2019-20: No finalitzà per la COVID-19[1]
- 2020-21: SC Cambuur
- 2021-22: FC Emmen
- 2022-23: Heracles Almelo